# IDempiere
iDempiere（アイデンピエレ）は、OSGi+ADempiereとして知られているオープンソースのERP（企業資源計画）ソフトウェアで、レスポンシブデザインに対応しておりPCやタブレット、スマートフォンなど端末の種類を問わず使用する事ができ、CRM（顧客関係管理）とSCM（サプライチェーン管理）の機能も提供している。

## 特徴
iDempiereは無料で使用でき、以下をサポートしている。
- マルチテナント
- マルチ組織（マルチ支店、マルチプラントなど）
- マルチ言語（29のローカライゼーションが行われており、１つのインストール環境に複数の言語を混在して使用する事ができる。）
- マルチ通貨
- マルチ会計帳簿
- マルチユーザー

iDempiereのシステムアーキテクチャは洗練されており、ERPシステムをシンプルで柔軟性のある状態を維持しつつ容易に拡張する事ができる。

## 歴史
- 1999年 : iDempiereの前身となるCompiereがJorg Janke氏により開発された。Jorg氏はドイツと米国でオラクル社に勤務していた[4]。

- 2006年 : Compiereのオープンソースバージョンとして、ADempiereの開発が開始された。

- 2008年-2010年 : Adempiereコミュニティの数人のメンバーが、Apache Felix[5]やEquinox[6] などのOSGI実装を使用した、プラグインによる機能拡張ができるERPをデザインし提案が行われた。

- 2010年 : Adempiere 3.6.0 LTS[7]と、Branch GlobalQSS Adempiere361が公開された。

| 1.0.a Halloween Edition                               | 2012年10月31日 | - 最初の正式版 - アルファ版             |
| 1.0b Devina                                           | 2013年04月24日 | Β版                                     |
| 1.0c Devina LTS                                       | 2013年06月27日 |                                         |
| 2.0                                                   | 2013年10月31日 |                                         |
| 2.1                                                   | 2014年10月31日 |                                         |
| 3.1 Maitreyi                                          | 2015年10月31日 |                                         |
| 4.1                                                   | 2016年10月31日 |                                         |
| 5.1                                                   | 2017年10月31日 |                                         |
| 6.1                                                   | 2018年10月31日 |                                         |
| 6.2                                                   | 2019年01月4日  |                                         |
| 7.1                                                   | 2019年11月22日 |                                         |
| 8.1                                                   | 2020年11月3日  | - リリース候補版                        |
| 8.2                                                   | 2020年12月20日 | - 8.2 Phong - 安定版                    |
| 9                                                     | 2021年12月24日 | - 現在のメンテナンスバージョン - 安定版 |
| サポート終了 サポート中 現行バージョン 将来のリリース |                |                                         |

- 2011年 : ADempiereコミュニティー[17] の開発者間の意見の相違があり、一方のグループが、OSGiアーキテクチャを採用した、iDempiereという新しい名前を使用してフォークする事を決意しました。そしてiDempiereは、Branch GlobalQSS Adempiere361.[18] からフォークしたAdempiereとして、次世代のiDempiereと考えられるようになった。コミュニティーの開発者の多くは、iDempiereの開発を開始した。[19]  iDempiere 1.0 と ADempiere の大きな違いは、 OSGi フレームワークをiDempiereのプラットフォーム技術として採用した事であり、iDempiereがプラグインで機能を拡張する事ができるようになったことである[20]。そしてAdempiereの多くのコードがiDempiereのプラグインとしてアップデートされた[21]。また JBoss が Apache Tomcat に変更され、パフォーマンスとメモリフットプリントが改善した。 さらに、 Eclipse (統合開発環境) Buckminster(バックミンスター)による自動ビルドができるようになったり、 Web GUIの開発フレームワークであるZK (フレームワーク) をZK3.6 から ZK6 へバージョンアップしている。

- 2015年 : iDempiereバージョン3.1において、Apache TomcatがJettyに変更になった[22]。

- 2017年 : iDempiereバージョン5.1においてZKのをバージョン8.0.2.2に更新し、Oracle12Cのテストに成功している[23]。

### 受賞歴
- "ベストオープンソースソフトウェアを表彰するInfoworld's Bossie賞"の受賞（2015年[24] 、2016年[25]。

- SourceForge - “Community Choice”プロジェクトに2016年7月[26]と、2018年2月[27]に選出されました。

- Computer Review（ロシア語ウェブページ) - The best "free" ERP-systems of primary, secondary and higher levels 2015年11月5日 [28]。

- en:PCQuest - “7 Open Source ERP Software For Your Business”, 2016年5月20日。[29]

- en:Datamation - “Open Source Software for Business: 12 Leading Apps”, 2016年8月22日.[30]

- TG Daily - 10 Best Open Source Software in 2017, 2017年5月20日.[31]

- Capterra Logistics Technology Blog - “The Top 8 Free, Open Source ERP Software”,[32] 2017年7月26日。

## プラットフォーム
iDempiereは、 Jetty (Java のアプリケーションサーバー) と Web GUIの開発フレームワークZK (フレームワーク) のバージョン8.0/8.5 から構成されている。OSGi フレームワークを使用して、プラグインにより機能を拡張する事ができる。データベースにはOracle 11G/12C と PostgreSQL 9/10 をサポートしている。また Swing で作成されているデスクトップクライアントもある。
iDempiereは、Webアプリケーションとして使用する事ができ、 Firefox, Chrome, Opera そして Internet Explorer などの主要なブラウザをサポートしています。Webアプリケーションのため、関連するレコード間でのリンクができユーザーは関連するレコードを簡単に参照する事ができる。

## テクノロジー

### アプリケーション辞書

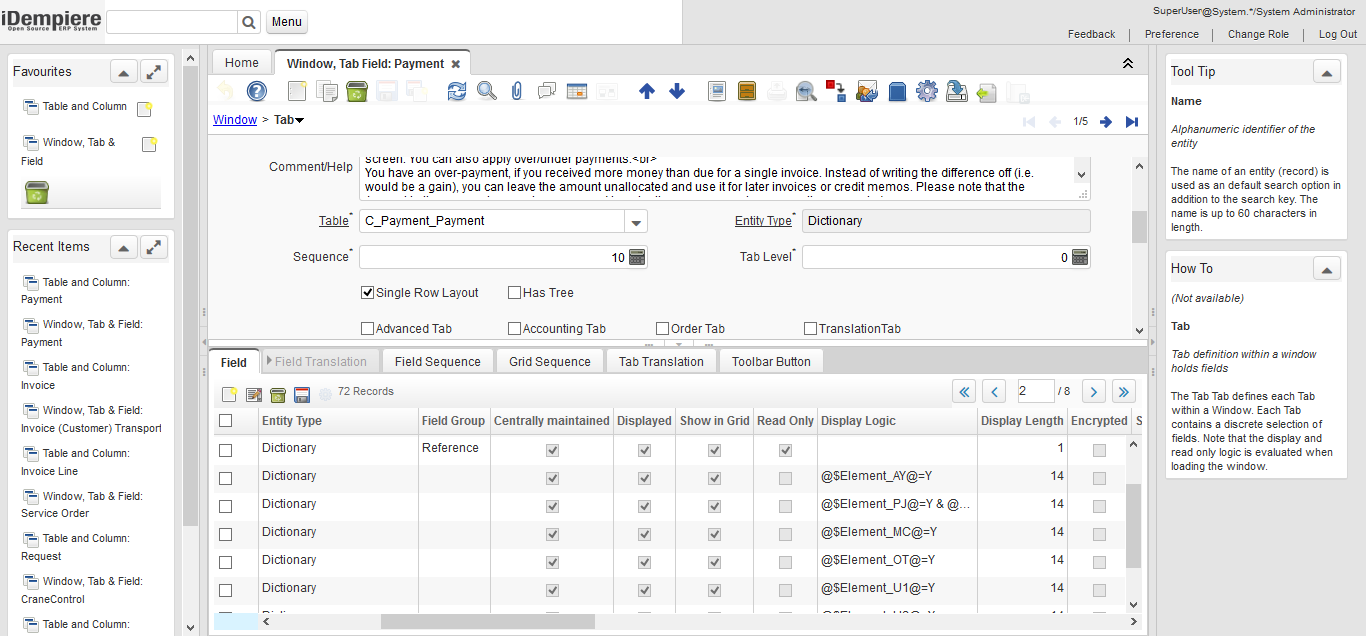
アプリケーション辞書 - iDempiere

アプリケーション辞書は、iDempiereの特徴のひとつであり、データ辞書 のコンセプトを、 "アクティブデータ辞書" に拡張したものです。　"アクティブデータ辞書"は、エンティティ、バリデーション、ルール、ウィンドウ、フォーム、そしてその他のアプリケーションのカスタマイズをJavaのコードを記述する事無く行う事ができます。そのため、iDempiereはERPとしてだけでなく、データベース駆動のアプリケーション開発フレームワークと考える事もできます。

### カスタマイズ
iDempiereでは、新しいテーブルを作成し、特定のビジネス情報を管理するアプリケーションをとても簡単に作成する事ができます。

### プラグイン
iDempiereの２つめの特徴は、ERP, CRM そして SCMの機能を拡張する機能をプラグインとして開発できる事です
。OSGiの仕様により開発した個々のプラグインはバンドルと呼ばれ、動的に追加する事ができます。iDempiereのwikiでは、プラグインマーケットが用意されており、ユーザーが格付けする事ができます。

### ワークフロー
iDempiereは WfMC にもどつく標準化されたワークフローエンジンをもち、ビジネス文章の承認フローとBPMで必要とされる要件を管理する事ができます。

### レポート（帳票）
- iDempiereには、アプリケーション辞書においてコンフィギュレーションで作成できるパワフルでシンプルなレポート作成ツールがある。レポートから様々なフォーマットにエクスポートする事ができる（PDF, HTML, Excel etc.）
- JasperReportsが統合されている[35]。

### データ分析

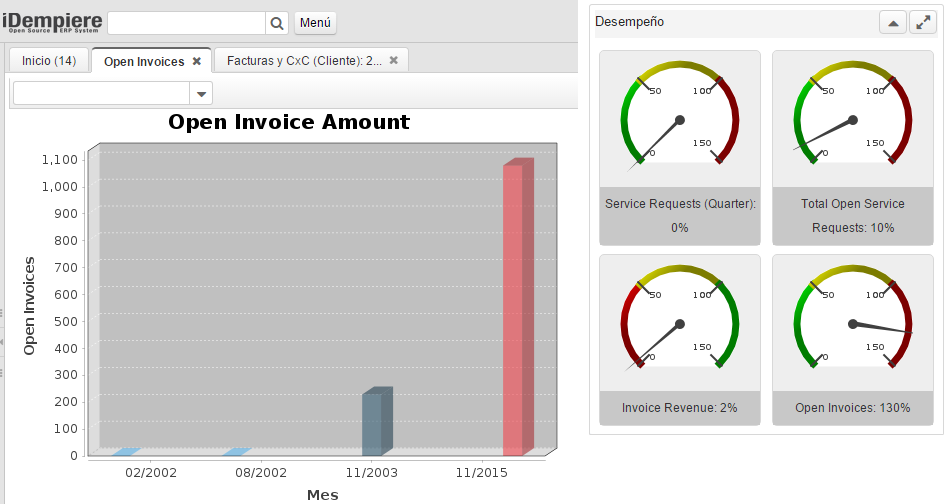
iDempiereのデータ分析機能

データ分析用の各種フラグが用意されており、アプリケーション辞書の設定によりデータを分析表示する事ができます。

### システム管理
- 職責(ロール)とユーザーによりシステムへのアクセス制御を行います。
- 監査に必要となる操作のログをフィールドの設定により記録する事ができます。

## ビジネスプロセス
iDempiereの標準業務機能: 

### 標準業務機能
- 販売管理: 見積、受注(在庫引当)、出荷／納品、売上の計上と請求の発行、営業担当者の販売成績ダッシュボードなど。
- 購買管理: 購買依頼、発注、入荷、仕入先からの請求の受領など。
- サプライチェーンマネジメント:  在庫管理、棚卸、生産／製造、マルチロケーションなど。
- CRM:  取引先管理、見込顧客管理, キャンペーン管理, 与信管理,クレーム管理など。
- プロジェクト管理: プロジェクトのフェーズとタスク管理、プロジェクトの収益、費用管理など。

### 会計
- 財務会計／管理会計: 出納帳、債権／債務管理、財務諸表など。
- 資産管理: 追跡管理、資産の配送、顧客資産の管理、減価償却など。

### プラグイン
プラグインの種類:
- ローカライゼーション。
  - JPiere(ジェイピエール) - 日本のiDempiereのローカライゼーションプラグイン群。
- インタラクティブな BI ダッシュボード[36][37]。
- 特定の業界／業種に特化した機能 (資産のメンテナンスや生産管理など)。
- カンバン ダッシュボード。
- 他のソフトウェアの統合 (Asteriskや Openbravo Pos、 Google mapsなど)。

## コミュニティー
iDempiereは、とても活発な世界的なプロジェクトで、バザール方式で開発されています。独裁者や特定の企業による統治もありません。Wikiやバグや課題をチケット管理するシステム、フォーラムなどを活用して運営されています。iDempiereのコミュニティーには、ユーザーや開発者、そして各種専門家がいます。
日本や中国、アメリカ、ドイツ、インドネシア、ブラジル、マレーシア、コンビア、インド、ロシアそしてその他の国々に活発なローカルコミュニティーがあります。
de:OpenRheinRuhr  のようなオープンソースのカンファレンスや大学での講演を通して、広く受け入れられています。
ユーザーや開発者、文章作成者にとってコミュニティーに接触する良い方法は、wikiやフォーラム、チャットを使用する事です。
- マルチ言語のWiki[42]
- グーグルグループ上でのサポートフォーラム: 2,460のテーマ[43]
- iDempiereの開発者のグーグルグループ: 3,290のテーマ[43]
- IRC channel[44] (2012年1月13日から毎週水曜日に定例ミーティングを開催)

### ワールドカンファレンス
- 2013年5月16日/17日： ドイツのクレーフェルトで開催。 4大陸から約30名のiDempiereのコア開発者が参加[45]。
- 2014年3月7日： ドイツのボンで開催。(非公式なドイツのiDempiereカンファレンス)[46]。
- 2015年9月3日/4日： ドイツのクレーフェルトで開催。5大陸から約38名のiDempiereのコア開発者が参加[47][48]。
- 2019年10月31日/11月1日： フランス のリヨンで開催。5大陸から約52名のiDempiereのコア開発者が参加[49][50]

### 開発
開発環境 (IDE)としてiDempiereはEclipse 4.7.1a (Oxygen) とバックミンスター(Buckminster) 、MercurialEclipse (オプション)、 Equinox ( OSGi R6 ) そしてApache Felix Web コンソールを使用する。
iDempiereはバグや課題などの管理にJira を使用しています。　ここでコミュニティーメンバーが行う各種貢献がアジャイル的な方法で統合される。 しかしながら、すべてのソースコードは、ピアレビューを通してiDempiereのコアにコミットされる。コミュニティーメンバーが行う各種貢献は尊重され、iDempiereの公式レポジトリにクレジットされる。

## 参照情報
1. ↑  “Changes”. Jenkins. 2022年3月9日閲覧。
2. ↑  “JPiere: “日本 + アイデンピエレ””. osdn.net. 2017年12月16日閲覧。
3. ↑  “iDempiere = OSGi + ADempiere -> License”. 2017年9月12日閲覧。
4. ↑  www.jorgjanke.com
5. ↑  “ADempiere/OSGi, Integration Revision as of 05:51, 30 July 2008”. 2017年9月17日閲覧。
6. ↑  “Equinox Integration”. 2017年9月17日閲覧。
7. ↑  “Sourceforge Adempiere ERP Business Suite Official Release/Adempiere 3.6.0”. 2017年9月17日閲覧。
8. ↑  “Downloads”. 2014年3月9日閲覧。
9. ↑  “iDempiere release 1.0.a Halloween Edition”. 2014年2月8日閲覧。
10. 1 2  “Category:New Features v1.0”. wiki.idempiere.org. 2018年2月2日閲覧。
11. ↑  “Category:New Features v2.0”. 2014年2月8日閲覧。
12. ↑  “Category:New Features v2.1”. 2014年10月31日閲覧。
13. ↑  “Announcing release 3.1 Maitreyi”. 2015年11月7日閲覧。
14. ↑  “Release 4.1”. 2017年5月29日閲覧。
15. ↑  “Release 5.1”. 2017年11月29日閲覧。
16. ↑  “Release 6.1”. 2018年11月10日閲覧。
17. ↑  “Adempiere Contributors”. Open Hub. 2014年9月20日閲覧。
18. ↑  “Branch_GlobalQSS_361”. www.adempiere.com. 2015年9月27日閲覧。
19. ↑  “Compare ADempiere and iDempiere (ADempiere vs. iDempiere)”. 2017年12月20日閲覧。
20. ↑  “First look at IDempiere”. 2017年12月20日閲覧。
21. ↑  “Online plugins conversion documentation”.   red1.org. 2014年5月31日閲覧。
22. ↑  “Platform Upgrade for r3”. 2014年4月8日閲覧。
23. ↑  “Category:New Features v5.1”. 2017年12月16日閲覧。
24. ↑  “Bossie Award 2015”. 2015年9月16日閲覧。
25. ↑  “Bossie Award 2016”. 2016年9月24日閲覧。)
26. ↑  “July 2016, “Community Choice” Project of the Month – iDempiere”. www.SourceForge.net. 2017年9月24日閲覧。
27. ↑  “February 2018, “Community Choice” Project of the Month – iDempiere”. www.SourceForge.net. 2018年2月2日閲覧。
28. ↑  “Лучшие «free» ERP-системы начального, среднего и высшего уровня (The best "free" ERP-systems of primary, secondary and higher levels)”. «Компьютерного обозрения». (2015年11月5日) 2017年12月17日閲覧。
29. ↑  Yadav, Sonam. “7 Open Source ERP Software For Your Business”. PCQuest 2018年1月26日閲覧。
30. ↑  Harvey, Cynthia (2016年8月22日). “Open Source Software for Business: 12 Leading Apps”. Datamation 2017年12月17日閲覧。
31. ↑  “10 Best open source software in 2017”. www.tgdaily.com (2017年3月20日). 2017年12月17日閲覧。
32. ↑  “The Top 8 Free, Open Source ERP Software”. capterra.com.   Capterra Logistics Technology Blog (2017年7月26日). 2017年9月24日閲覧。
33. ↑  “iDempiere and OSGi: a modular Java architecture”. surfacedetail.blogspot.com. 2017年12月29日閲覧。
34. ↑  “Category:AvailablePlugins”. 2014年3月13日閲覧。
35. ↑  “JasperReports redesign”. 2014年3月13日閲覧。
36. ↑  “Excel Dashboard Integration”. red1.org. 2017年12月29日閲覧。
37. ↑  “ID-plugin  Small BI”. bitbucket.org. 2017年12月29日閲覧。
38. ↑  “Project Summary”. 2017年12月15日閲覧。
39. ↑  “About Project Activity Icons”. 2017年12月15日閲覧。
40. ↑  “Download statistics sorted by contries”. 2014年3月12日閲覧。
41. ↑  “speech 2013”. 2014年3月16日閲覧。
42. ↑  “iDempiere Wiki”. 2014年3月12日閲覧。
43. 1 2  “Resultados de la búsqueda en grupos de idempiere”. 2015年8月16日閲覧。
44. ↑  “IDempiere/Full Meeting Minutes”. 2014年3月10日閲覧。
45. ↑  “IDempiere World Conference 2013”. wiki iDempiere. 2015年8月16日閲覧。
46. ↑  “iDempierean Conference this March in Bonn”. facebook.com/iDempiere. 2015年8月16日閲覧。
47. ↑  “IDempiere World Conference 2015”. wiki iDempiere. 2017年12月16日閲覧。
48. ↑  “iDempiere World Conference 2015”. youtube.com. 2018年1月26日閲覧。
49. ↑  “IDempiere World Conference 2019”. 2020年1月19日閲覧。
50. ↑  “iDempiere World Conference 2019”. youtube.com. 2020年1月19日閲覧。
51. ↑  “Build the iDempiere Project using Eclipse with buckminster”. 2017年9月17日閲覧。
52. ↑  “iDempiere and Buckminster: building a web-based OSGi application” (2017年7月27日). 2017年9月24日閲覧。
53. ↑  “NF5.1 Platform Upgrade”. 2016年8月3日閲覧。
54. ↑  “System Dashboard”. www.atlassian.net. 2017年12月16日閲覧。
55. ↑  “iDempiere Overview”. bitbucket.org. 2017年12月16日閲覧。